# Koogu
Koordinaten: 59° 26′ N, 26° 48′ O

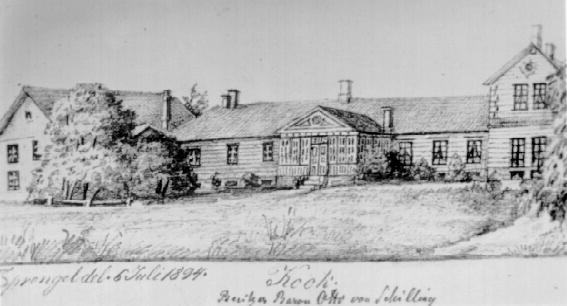
Das Herrenhaus von Koogu. Bleistiftzeichnung von Theodor Albert Sprengel (1832–1900) aus dem Jahr 1894. Deutlich sichtbar sind die angebaute Glasveranda und das zweigeschossige Nebengebäude.

Koogu ist ein Dorf (estnisch küla) in der Landgemeinde Aseri (Aseri vald). Es liegt im Kreis Ida-Viru (Ost-Wierland) im Nordosten Estlands.

## Beschreibung und Geschichte
Das Dorf hat 32 Einwohner (Stand 2011).
Zu Beginn des 13. Jahrhunderts befand sich das Dorf Paimela auf dem Gebiet des heutigen Koogu. Später entwickelte sich daraus das Rittergut von Koogu. Es wurde 1685 erstmals urkundlich erwähnt. 1807 ging das Gut in das Eigentum der adligen deutschbaltischen Familie Essen über.
In der ersten Hälfte des 19. Jahrhunderts entstand das historische Herrenhaus, ein langgestrecktes, eingeschossiges Gebäude aus Stein. Es brannte 1904 ab. Im ehemaligen Park des Gutes sind heute nur noch die Ruinen zu sehen. Erhalten sind noch einige Nebengebäude aus der damaligen Zeit, von denen die meisten umgebaut wurden.
Letzter Eigentümer des Gutes vor der Enteignung im Zuge der estnischen Landreform 1919 war der Deutschbalte Otto von Schilling.